# Peter Méndez
Peter Ramiro Méndez Rodríguez (Melo, Uruguay, 19 de agosto de 1964) es un exfutbolista uruguayo. 
Se desempeñaba en la posición de delantero.

## Selección nacional
Fue internacional con la selección de Uruguay en nueve ocasiones y marcó cuatro goles.
Debutó el 12 de junio de 1991, en un encuentro amistoso ante la selección de Perú, que finalizó con marcador de 1-0 a favor de los peruanos.

### Participaciones en Copas América
| Copa              | Sede  | Resultado    | Partidos | Goles |
| ----------------- | ----- | ------------ | -------- | ----- |
| Copa América 1991 | Chile | Primera fase | 4        | 3     |

## Clubes
| Club                      | País     | Año       |
| ------------------------- | -------- | --------- |
| Liverpool F. C.           | Uruguay  | 1986-1987 |
| Defensor Sporting         | Uruguay  | 1988-1991 |
| Millonarios               | Colombia | 1992-1993 |
| Real Mallorca             | España   | 1993-1994 |
| Universitario de Deportes | Perú     | 1994      |